# Fengzhou (köpinghuvudort i Kina, Shaanxi, lat 33,98, long 106,65)
Fengzhou är en köpinghuvudort i Kina. Den ligger i provinsen Shaanxi, i den nordvästra delen av landet, omkring 210 kilometer väster om provinshuvudstaden Xi'an. Antalet invånare är 16 260. Befolkningen består av 7 478 kvinnor och 8 782 män. Barn under 15 år utgör 11,0 %, vuxna 15-64 år 77 %, och äldre över 65 år 11,0 %.
Runt Fengzhou är det ganska glesbefolkat, med 30 invånare per kvadratkilometer. Fengzhou är det största samhället i trakten. I omgivningarna runt Fengzhou växer i huvudsak blandskog.
Genomsnittlig årsnederbörd är 937 millimeter. Den regnigaste månaden är juli, med i genomsnitt 204 mm nederbörd, och den torraste är december, med 2 mm nederbörd.